# Montée des Épies
La montée des Épies est une rue du quartier du Vieux Lyon, dans le 5e arrondissement de Lyon.

## Origine du nom
Elle a d'abord porté le nom de rue des Pies de Fuer. Elle est représentée dans le Plan scénographique de Lyon sous le nom de rue des Pies. 
Le nom actuel est attesté en 1680. Il viendrait de la surface du terrain, qui aurait été divisé en trois “pies” (unités de surface),.

## Histoire
La voie a été tracée par Claude Le Viste en 1535 pour desservir des vignes qui lui appartenaient. 
Le 8 ou le 19 juin 1581, alors que la montée ne comptait que « 7 à 8 maisons », le premier malade de la peste mourut montée des Épies,.

## Description
La ruelle est en très forte pente. Sur sa partie basse, elle est cependant accessible aux véhicules. Sur le tiers supérieur, elle est divisée longitudinalement en deux entre un escalier et un collecteur d'eaux pluviales.